# Roman Czaja
Roman Czaja (ur. 1960) – polski historyk mediewista, profesor nauk humanistycznych.
Jest absolwentem historii na Uniwersytecie Mikołaja Kopernika w Toruniu oraz na Wilhelms–Universität w Münster.
Specjalizuje się w historii średniowiecznej Polski i powszechnej. Pełni funkcję kierownika Zakładu Historii Średniowiecza Uniwersytetu Mikołaja Kopernika w Toruniu. 

## Ważniejsze publikacje
- Socjotopografia miasta Elbląga w średniowieczu (1992)
- Miasta pruskie a zakon krzyżacki : studia nad stosunkami między miastem a władzą terytorialną w późnym średniowieczu (1999)
- Grupy rządzące w miastach nadbałtyckich w średniowieczu (2008)